# Jaume Vallcorba
Jaume Vallcorba Plana (Tarragona, 21 de noviembre de 1949 - Barcelona, 23 de agosto de 2014) fue un filólogo y editor español.

## Biografía
Estudió Filosofía y Letras en la Universidad Autónoma de Barcelona, y se doctoró en la Universidad de Barcelona con una tesis sobre Josep Maria Junoy y las primeras vanguardias europeas. Ha sido profesor de Literatura en la Universidad de Burdeos, la Universidad de Lérida, la Universidad de Barcelona y la Universidad Pompeu Fabra. Dejó la enseñanza universitaria en 2004.
Fue académico numerario de la Real Academia de Doctores de Cataluña. Estudioso de la estética y la literatura medievales y de vanguardia, fundó Quaderns Crema en 1979 y Editorial Acantilado en 1999, editoriales que dirigió desde su fundación. Su mayor aportación al mundo de las letras, como estudioso, ha sido la nueva perspectiva que ha dado a la visión de las vanguardias literarias de principios del siglo XX. Editorialmente, dio a conocer a la brillante generación de escritores catalanes recientes, entre los que se cuentan Quim Monzó, Sergi Pàmies o Empar Moliner. En castellano, en su catálogo convivieron grandes clásicos del pasado, que ha ayudado a redescubrir en nuevas ediciones —Chateaubriand, James Boswell, Montaigne—, con un buen número de autores europeos, desde Pessoa a Imre Kertész, Stefan Zweig o Joseph Roth. Descubrió para el público español un buen número de autores contemporáneos centroeuropeos, así como nuevos autores en lengua castellana.
Publicó numerosos estudios sobre estética y literatura. Se ocupó, por encargo directo del poeta, de la edición de la obra poética de J. V. Foix. También ha publicado la poesía de Junoy.
Falleció el 23 de agosto de 2014 a los 64 años de edad a causa de un tumor cerebral detectado la primavera anterior.

## Obras escogidas[4]

### Ensayo
- De la primavera al Paraíso: El amor de los trovadores a Dante. Acantilado, (2013)
- Josep Maria Junoy, Obra poética, (Quaderns Crema,1984). Nueva edición. Acantilado, (2010)
- Pintors i poetes cubistes i futuristes: una teoría de la primera avantguarda, (1986)
- J. V. Foix, edición de su poesía, (1983-1997)
- Las vanguardias europeas: cubismo, futurismo y nunismo, (1995)
- Lectura de la Chanson de Roland. Con presentación de Martín de Riquer, (1986). Nueva edición Acantilado, (2010)
- Noucentisme, mediterraneisme i classicisme. Apunts per a la història d’una estética, Quaderns Crema, (1994). Hoy en apéndice a J.-M. Junoy, Obra poética, Acantilado, (2010)
- J. V. Foix, investigador en poesía, (Omega,2002)
- Àlbum Manolo Hugué (en colaboración con Artur Ramon), (2005)
- Son nou de flors els rams li renc, (2005)
- Edición de Lliçó de tedi en el parc de Eugenio d'Ors (Quaderns Crema, 1995).

## Premios
Recibió distintos premios y condecoraciones, como:
- Medalla de Oro del FAD (2001).
- Premio Nacional a la Mejor Labor Editorial a título personal (2002).[7]
- Medalla de Oro al Mérito Cultural del Ayuntamiento de Barcelona (2004).
- Gran Orden al Mérito Cultural concedida por la República de Polonia (2005).
- Reconocimiento al Mérito Editorial de la Feria Internacional del Libro de Guadalajara (2010).
- Premio Nacional de Cultura de la Generalidad de Cataluña (2014).